# هنري مارتن (سياسي)
هنري مارتن (بالفرنسية: Henri Martin )‏ (و. 1810 – 1883 م) هو سياسي، ومؤرخ فرنسي، كان عضوًا في أكاديمية اللغة الفرنسية (منذ 13 يونيو 1878)، والأكاديمية البروسية للعلوم، وأكاديمية العلوم الأخلاقية والسياسية الفرنسية، توفي في باريس، عن عمر يناهز 73 عاماً.

## مناصب
تولى منصب رئيس ‏، Ligue des Patriotes ‏ (18 مايو 1882–1883)
- عمدة (1880–1883)
- Academician [الإنجليزية]‏، أكاديمية اللغة الفرنسية (1878–1885)
- عضو مجلس الشيوخ في الجمهورية الفرنسية الثالثة (1876–1883)
- Academician [الإنجليزية]‏، أكاديمية العلوم الأخلاقية والسياسية الفرنسية (1871–1885)
- نائب فرنسي (1871–)
- رئيس تحرير، Le Siècle [الإنجليزية]‏
- Academician [الإنجليزية]‏، الأكاديمية البروسية للعلوم.

## جوائز
حصل على جوائز منها:
- محطة شارع هنري مارتن (1878)
- الجائزة الكبرى لغوبرت [الإنجليزية]‏ (1859)
- Avenue Henri-Martin [الإنجليزية]‏ (6 مارس 1858).

| المناصب السياسية | المناصب السياسية                                          | المناصب السياسية |
| ---------------- | --------------------------------------------------------- | ---------------- |
| سبقه             | رئيس Ligue des Patriotes 18 مايو 1882 - 1883              | تبعه             |
| سبقه             | عمدة 1880 - 1883                                          | تبعه             |
| سبقه             | عضو مجلس الشيوخ في الجمهورية الفرنسية الثالثة 1876 - 1883 | تبعه             |
| سبقه             | عضو الجمعية الوطنية الفرنسية 1871 -                       | تبعه             |

## روابط خارجية
- هنري مارتن على موقع الموسوعة البريطانية (الإنجليزية)